# عقيب (الملاح)

تعديل مصدري - تعديل

عقيب هي إحدى قرى عزلة الملاح بمديرية الملاح التابعة لمحافظة لحج، بلغ تعداد سكانها 171 نسمة حسب تعداد اليمن لعام 2004.